# Pietro Guglielmi
Pour les articles homonymes, voir Guglielmi.
Pietro Alessandro Guglielmi est un compositeur italien, né à Massa le 9 décembre 1728 et mort à Rome le 19 novembre 1804.

## Biographie
Guglielmi aurait d’abord appris le clavecin et le contrepoint avec son oncle Abate Domenico Guglielmi, puis l’alto et le basson avec son père Jacopo Guglielmi. Il aurait ensuite travaillé avec Giacomo Puccini l'« ancien » (1712-1781), homonyme et trisaïeul du compositeur Giacomo Puccini (1858-1924),. Grâce à la générosité de la duchesse de Massa, il se rendit ensuite à Naples pour étudier au conservatoire de Santa Maria di Loreto (probablement) jusqu’en 1754.
Sa première commande, un opéra, arrive en 1763 du Teatro Argentina de Rome. On trouve ensuite Guglielmi en Italie du nord puis, de 1767 à 1772, en Angleterre où il partage avec Felice Alessandri le poste de compositeur et directeur musical du King’s Theatre de Londres.
De 1776 à 1793, Guglielmi est de retour à Naples – où il est élu membre de la Nobile Accademia di Musica en 1777 – avant de devenir maestro di cappella de la basilique Saint-Pierre de Rome, poste qu’il assume en même temps à San Lorenzo in Lucina à partir de 1797.
Parmi ses œuvres, on trouve près de 100 opéras, une quinzaine d’oratorios ou cantates, une quarantaine d’œuvres de musique sacrée et (au moins) une cinquantaine de pages instrumentales dont des sinfonie, des concertos pour clavecin, de la musique de chambre et des œuvres (sonates, toccatas, capriccios,...) pour clavecin.
Ses sonates pour clavecin, souvent en deux mouvements (un mouvement vif suivi d’un rondo ou d’un menuet) sont classées par Newman dans l’école napolitaine tardive, au même titre que les œuvres de Rutini, Vento, Cimarosa et Paisiello.